# チャールズ・ヘイル
チャールズ・ヘイル（Charles Hale, 1831年6月7日 - 1882年3月1日）は、アメリカ合衆国の政治家、外交官。1872年から1873年まで第8代アメリカ合衆国国務次官補を務めた。

## 生涯
1831年6月7日、チャールズ・ヘイルはマサチューセッツ州ボストンにおいて、ネイサン・ヘイル (Nathan Hale) とサラ・プレストン・エヴェレット (Sarah Preston Everett) の第2子として誕生した。
ヘイルはボストン・ラテン・スクールを経て、1846年にハーバード大学に入学した。大学入学以前、ヘイルは南太平洋の島々に関心を抱いており、1845年に既存の著作物を取り纏めた『ワシントン諸島の解説』を発表した。ヘイルはハーバード大学入学後にも、ワシントン諸島で話されている言語を解説した『ヌカヒワ語の語彙』（1848年）を発表した。ヘイルはハーバード大学内において優等な学生として、また愛想のよい話し相手として知られた。ヘイルは1850年にハーバード大学を卒業した。
ヘイルは大学卒業直後、新聞社ボストン・デイリー・アドバタイザーに入社した。ヘイルの父親は同社の社主で、編集長を務めていた。ヘイルは1852年1月にボストン・リテラリー・ジャーナルを創刊し、膨大な執筆を行ったが、1年足らずで失敗に終わった。
1855年、ヘイルは『私たちの家は私たちの城』というタイトルでパンフレットを作成し、大衆の目を自身に向けさせた。そして同年秋、ヘイルは共和党の支援を受けてマサチューセッツ州下院議員に選出された。1859年には、それまでで最年少の下院議長に選出された。ヘイルは1861年秋に重病を患い下院議員を退いた。
ヘイルはその後海外へ旅行し、駐エジプト総領事で大学時代の同輩ウィリアム・シドニー・セイヤーを訪ねた。1864年にセイヤーーが死去すると、国務長官ウィリアム・スワードは後任の駐エジプト総領事をヘイルに打診した。ヘイルはこの要請を受け入れ、南北戦争によって危機的な状況となっていたエジプト政府と合衆国政府との関係を修復した。またヘイルは領事裁判所の改編を推進し、専門的な複数の裁判所へと置換することを主導した。ヘイルは1870年に健康を害し、総領事を辞職した。ヘイルはその冬をイギリスで過ごし、健康を回復した。
1871年、合衆国に帰国したヘイルは、マサチューセッツ州上院議員に選任された。また1872年には国務次官補に任命された。ヘイルは国務次官補としておよそ1年を過ごした。1874年、ヘイルはボストンへ戻り、1876年と1877年にマサチューセッツ州下院議員に選任された。そして1882年3月1日、ヘイルはマサチューセッツ州ボストンで死去した。ヘイルの遺体はボストン市内の墓地に埋葬された。
| 公職                                | 公職                                                          | 公職                          |
| ----------------------------------- | ------------------------------------------------------------- | ----------------------------- |
| 先代 バンクロフト・デイヴィス       | アメリカ合衆国国務次官補 1872年2月19日 - 1873年1月24日        | 次代 バンクロフト・デイヴィス |
| 先代 ウィリアム・シドニー・セイヤー | 在エジプトアメリカ合衆国総領事 1864年10月15日 - 1870年5月23日 | 次代 ジョージ・バトラー       |